# رودبار (كوده)
 رودبار  بالغارسية (رودبار گوده) قرية صغيرة تتبع لـالبلدة المركزية (بالفارسية: بخش مركزى ) من توابع مدينة بستك وتقع في محافظة هرمزگان في جنوب إيران.
تقع هذه القرية على بعد 30 كيلومتراً شرق قرية كنجي.

## حدود قرية رودبار
حدود رودبار: من الشمال: تنك دالان،، ومن الجنوب « جبل » ، ومن الغرب « كنجي »، ومن الشرق تنتهي بـقرية تقي خان.

## السكان
يبلغ عدد سكان هذه القرية حسب تعداد السكان لعام 2006 للميلاد، (737) نسمه تشكل (152 عائلة)، من أهل السنة والجماعة وعلى المذهب الشافعي. يتكلون الفارسية باللهجة المحلية، لهم مدرسة ابتدائية مشتركة، مسجد وعيادة صحية صغيرة. بها عين ماء عذب، تتدفق خلال الصخور وتغذي أراضى زراعية ومزارع النخيل.حيث بالقرية حوالي 1000 نخلة مثمرة، وكذلك ترزع في القربة التبغ، والبر واشعير وبعض الخضروات الشتوية.

## وصلات خارجية
- التقسيمات الإدارية لمحافظة هرمزگان